# Aphanius anatoliae
Aphanius anatoliae és una espècie de peix de la família dels ciprinodòntids i de l'ordre dels ciprinodontiformes que es troba a Turquia.
Els mascles poden assolir els 15 cm de longitud total.
Les seues principals amenaces són la contaminació de l'aigua, l'extracció d'aigua i la introducció d'espècies depredadores (com ara, les del gènere Gambusia). A més, la seua captura per al comerç de peixos d'aquari pot esdevindre una altra amenaça en el futur.